# DETONATORオーガン
『DETONATORオーガン』（デトネイター・オーガン）は、1991年から1992年にかけて発売された柿沼秀樹原作のOVA作品である。全３話

## ストーリー
西暦2292年。地球には高度な技術が発達し、コンピューターが生活の大部分を担うようになっていた。そんな地球に、二億六千万光年彼方の宇宙からの侵略者「イバリューダー」が迫る。彼らの襲撃に巻き込まれた少年、真道トモルは「オーガン」と名乗る者と出会い、イバリューダーとの激しい戦いに身を投じていく。

## 登場人物
真道トモル（しんどう トモル）声 - 山寺宏一
23世紀の、地球の理想都市＜CITY-NO.5＞に住みながら、20世紀を“古き良き時代”と感じる17歳の少年。そのため懐古趣味的な面があり、博物館に通って20世紀の機械を眺めたり、古いジャケット（ドイツ空軍の制服）を好んで着たりといったシーンが見られる。
将来の目標を見出せず、睡眠時に見る夢を自在に操る装置（P.A.S.F.U）を使ってバーチャルリアリティの世界で遊ぶ毎日を送っており、その中で白い鎧の戦士の呼びかけを受けたが、最初は何の意味を持つ夢なのか解らなかった。ある日、市街地でイバリューダーの襲撃に巻き込まれ、その場に居合わせた神先未知と共に危機に陥り、自分の無力さを痛感。そこで初めて「力が欲しい」と望んだとき、夢の中に出てきた鎧の戦士・オーガンが出現。彼と合身（リンク）し、イバリューダーの尖兵を退ける。
その後はオーガンから受け継いだ記憶のビジョンに恐怖し、リンクを拒否していたが、陽子の「守るべき対象が見つかった時が戦いの時」という言葉を受け、自分の守るべきものが何かを考える。戦いの中で未知とは相思相愛の仲となっていき、最終決戦の前には互いに抱擁を交わして戦場に赴いた。
ラストシーンの博物館にてジャケットが飾られており、35歳の若さで亡くなったことが解っている（2295 - 2330と書かれている）。
オーガン声 - 山寺宏一
イバリューダーの中でも勇者と称えられるほどのデトネイタークラスの戦士。ミークの親衛隊長で次期ヘッド・デトネイターだったが、ある時イバリューダーを裏切り、地球に向かって脱走。超光速で地球へ向けて脱走する最中に元同僚のデトネイター一人を倒している。身長は2.5メートル程と小型だが、2億6千万光年という途方も無い距離を一年で移動することすら可能とする、驚異のテクノロジーの結晶。
月で追っ手達と相打ちになって撃破されたかに思われたが、逃走中に自身の「設計図」を地球へ発信しており、その設計図を元に防衛組織E.D.F（エディフィ）の地下プラントで再成され、トモルに呼びかけを続けながら静かに復活の時を待っていた。
トモルとリンクし、イバリューダーの尖兵を退けた際に自らの記憶を彼に託し、自分が地球にやって来た理由や、イバリューダーのテクノロジーなどのデータを預けた。
神先未知（かんざき みち）声 - 冬馬由美
E.D.Fに所属する天才科学者。オーガン再成など重要プロジェクトに携わる。遺伝子操作によって優秀な人間を人為的に作り出す「コンプリペント計画」により生み出された。戦いの中でトモルとは相思相愛となっていき、ゾアの邪念に取り込まれて精神を破壊されかけたトモルを命をかけて救おうとするなど、お互いに欠かせないパートナーとなる。
アイザック声 - 田中信夫
未知とほぼ同じ時代に作られた有機スーパーコンピューター。人格インターフェースを備えており、人間と同じように会話、思考する。未知と同一のテーマについて推論する場合、その帰結は未知と同じものをみることが多い。マックス・ヘッドルームを意識したビジュアルになっている。正式名称＜I-ZACK・O1/2(オーハーフ)＞。
久見・ジェファーソン（くみ・ジェファーソン）声 - 笠原弘子
シティNO.5のアイドルのように祭り上げられている少女。目が不自由だが予知能力があり、その予知は抽象的ではあるが、必ずといっていいほど的中する。
小説版では盲目である状態が医学的な欠陥に因るものでは無い事などが記されている。
他にもテレパシーのような能力を持ち合わせており、オーガンや敵と会話を行っている。さらには強制的に時間を進ませ日の出を早める現象を起こしている。最終決戦ではこの能力がオーガンに大きな力を与えることになった。
ノック声 - 関俊彦
トモルの友人。俳優志望らしく、E.D.FのCMキャラクターに選ばれた際には嬉々としてトモルに自慢していた。
杉本麻里声 - かないみか（ゲーム版のみ）
明貴ミヤビ声 - 井上喜久子（ゲーム版のみ）

### E.D.F（エディフィ）
地球統合国家ユニファの紛争鎮圧部隊。オーガンの世界では、兵士の一人一人が強力な装備を身につける為、大規模な部隊を展開する必要が無いので、地域鎮圧には少数精鋭で事に当たる。
美剣陽子（みつるぎ ようこ）声 - 篠原恵美
E.D.F戦闘機部隊・バード中隊のリーダーを務める、勝気で男勝りな女性。一人称は「俺」。トモルに重要な助言を与える。
イバリューダーと2度交戦するも、乗機の力不足から2度とも撃墜されるなど不遇の目に遭っていたが、最終決戦では地球製ソリッドアーマーのパイロットに任命され、最後まで戦い抜いた。
ウェッジ声 - 梁田清之
陽子の部下で、茶髪の男。
バージル声 - 江原正士
2巻でトモルに突き飛ばされた金髪の男。小説版ではゴードンという名前になっている。

### イバリューダー
宇宙を放浪する戦闘種族。これまでに多くの星々の種族を滅ぼしてきた。ブラックホールの重力にも耐える強靭な身体や、超光速での恒星間航行能力、一体で一つの惑星を壊滅させる程の火力、優れた探知能力など、単体でも驚異的な戦闘能力を誇る。種族としての目的は、未知の敵と戦うことでより強い力を得て、次の戦いに勝利する事のみである。その戦闘プロセスも一般的な軍隊とは異なり、ソリッドアーマーによる各個撃破、艦砲による打撃、要塞砲による殲滅という通常とは逆のプロセスであり、戦闘情報（経験）収集と勝利・敵殲滅のみに主眼が置かれている。イバリューダーは全て、総統ミークの指示のもとで動いている。彼らは総統ミークを頂点とする階級社会であり、また種の目的（戦闘・強化・殲滅）のために個々が奉仕する全体主義社会であるなど、アリやハチに似た社会構造を持つ。総統ミークの命令＝種の目的に逆らった者は抹殺される。
正体は、白鳥座付近の異常重力源を調査する計画「シグナライト計画」によって200年前に旅立った人間が、宇宙空間という過酷な環境に適応するために究極の進化を遂げた姿である。オーガンがトモルをパートナーとして選んだのは、トモルがオーガンと共通のライフデータを持っている子孫だったからである。（主演の山寺と、冬馬、笠原が二役を演じているが、彼らの演じたキャラクターは祖先と子孫の関係で繋がっている）
この計画で旅立った人間は現在も行方不明とされていたが、実際は異常重力源に巻き込まれ、通常と違う時間の流れの中で急速に進化しながら生存していた。人体は神経組織の一部を残し退化した状態となっておりソリッドアーマー内に取り込まれる様な形で存在している。しかし地球での200年は彼らには数千年であり、ほとんどのメンバーはクローン技術で複製される中でかつての記憶を失い、行動原理は戦闘を繰り返し優れた技術を接収するだけになってしまった。そのため地球にたどり着くまでに幾多の惑星や文明を滅ぼしている。しかしオーガンは自分がかつて地球人だったことを思い出し、自らの失われた過去である地球を守るために逃亡した。
ラング声 - 若本規夫
リーブと同時期に地球にやって来たイバリューダーの戦士で、オーガンの元上官であるヘッド・デトネイター。女子供であろうとも、目的のためなら容赦なく殺す冷酷な性格であり、地球では脱走した元部下であるオーガン抹殺を至上任務とする。
オーガンの思考を読んでの攻撃によって優位に立つが、リーブの助言によってそれを逆手に取られ、形勢はほぼ互角に。相打ち覚悟で都市ごとオーガンを消滅させようとする。
リーブ声 - 冬馬由美
オーガンを追って地球にやって来た斥候型（スカウト）イバリューダーの女戦士で、オーガンのかつてのパートナー。未知の夢の中に現れ、オーガンの居場所を突き止めようとするが、そのやり取りの中でオーガンが地球を目指した理由を知り、イバリューダーのルーツに関するヒントを未知に教えて去っていく。
その後、同時期に地球にやって来たラングと戦うオーガンに助言を与えるなど、最終的にはイバリューダーの意に反した行動を取り最後は市街もろとも自爆しようとするラングを羽交い絞めにし安全な高高度まで上昇し共に爆散する。なおこの際オーガンにイバリューダーの全構造データを転送している。
ミーク声 - 笠原弘子
イバリューダーの総帥。未来を予見する能力を持っているとされ、イバリューダーの行動はミークの予言によって決定される。普段は顔しか見えないが、イバリューダーの中で唯一地球人と同様の肉体を持っている。
OVA本編では単なるコンプリペント計画のプロトタイプ体であるが、小説版ではシグナライト計画に参加していた超能力航海士（サイキックナビゲーター）の母が宇宙の環境で産んだ特殊な変異体である事が明かされている。
ゾア総司令声 - 内海賢二
イバリューダー達を統率する総司令にして最強の戦士。そのマスクの下には生身の人間の顔を模した立体映像が覗く。ミークを絶対者として崇めているが実際はその予知能力と信仰的な立場を統率の為に利用していただけであり実質的な思想統率は彼が行っていた。僅かながら人間時代の記憶が残っているようであり地球からの支援が絶たれた事による憎悪の感情をオーガンにぶつけていた。

## 登場メカ
ソリッドアーマー
外宇宙より飛来する、意思を持った鎧。ウォーリアーズ（戦士）、デストロイヤー（重兵士）、デトネイター（突撃隊長）、スカウト（斥候）の各タイプが存在する。
ブラックホールの重力にも耐える強靭な身体や、超光速での恒星間航行能力、単体で惑星1つを壊滅させるほどの火力、優れた探知能力など、単体でも驚異的な戦闘能力を誇る。地球の兵器では有効なダメージを与えられないため、地球製ソリッドアーマーが完成するまではオーガンに頼らざるを得ず、不利な戦いを強いられていた。
エイド
イバリューダーでの一般的なデストロイヤークラスのソリッドアーマー。1話では一体がオーガン抹殺の為地球に赴き、第3話では大量に登場した。武装は口部ビーム砲、両腕部ライトニードル発射器、身体各所のスリットを展開させて放つ多連装レーザー。内部には機動性を高めた姿であるウォリアークラスのエイドIIが存在し、そちらが本機の実体である。外装であるエイドが損傷・戦闘不能になっても、脱出して高機動戦闘を行うことが出来る。武装は両腕部の鉤爪型カッター、腕部プラズマキャノン。
ラング
デトネイターを束ねるヘッド・デトネイター（突撃総長）。対象の思念を読み取ることができる。武装はハンドカッターと腕から放つビームはペクサーキャノン級の攻撃力を持つ上に発射体は純粋なエネルギーの衝撃波すら放てる。最後は体内の反物質溶鉱炉の中身を曝し自爆しようと試みたがリーブの妨害により安全な上空で爆散する事となった。
ゾア
イバリューダーの総司令であり最強の戦士。設定資料では戦闘形態にハイパー・ゾアという表記が採用されている。オーガンの拳を砕く、放たれたP.E.Cキャノンを軽々と受け止めてPEC発射器をもぎ取る、胴体の反物質溶鉱炉を抉り出して握り潰すなど、極めて高い能力を持つ。

エクテアーマー
防衛隊エディフィの使用する兵装。リンクマンと呼ばれるパイロットによって運用される一種のパワードスーツであり、状況に応じて人型形態と機動兵器形態に変形できる。空戦用のバードマンや、陸戦用のタンクマン、戦闘ヘリと同様のフリーマンなど、戦場に応じた各種のバリエーションが存在する。イバリューダーの侵攻にはまったく歯が立たなかったため、後にリンクマンはイバリューダーを分析して造られた「ソリッドアーマー」を装備することにより、初めて互角に渡り合えるようになる。
オーガン（地球製）
イバリューダーを裏切って逃亡してきたソリッドアーマーの一つ、デトネイタークラスのオーガンが送ってきた彼自身のデータに基づき、地球の技術で解析・再成した姿。オーガン本人の意志や記憶までそのまま持っている。しかし、地球側のテクノロジーの低さもあって元型（アーキタイプ）に比べると若干性能が劣っている部分（巡航用推進機など）がある。
自律駆動も限定的ながら可能だが、自らの意思で真道トモルをパートナーとして選び、彼と合身（リンク）することで稼動する。このとき、トモルの身体は素粒子レベルにまで電子分解される形でオーガンと融合する。その為、過度のリンクはトモルに生命の危険を及ぼすことになると劇中で語られている。
イバリューダーは皆反物質を利用した溶鉱炉（人間で言う心臓）を潰されると死ぬが、地球製オーガンはトモルをリンクして電気的に取り込んでいる為か溶鉱炉を潰されても死ななかった。
装甲材質はオーバリウム808とマグカーボンの複合積層材。ただしこれも地球のテクノロジーで再現できる限界の代替物である。
武装は手首から飛び出るハンドカッター「オーガン・カッター」、手甲の発射口から連射するライトニードル、普段は腰に収納されている大型の槍「オーガン・ランサー」（液体金属を噴出、一瞬で硬化させて成形）、小説2巻31ページにて放ったビーム、頭部から発射される大口径のビーム砲「P.E.C（ペクサー：精神の高揚をエネルギーに変換して放ち、物質で出来ている物ならなんであろうと破壊できる）キャノン」を主な武装とする。
また、胸部装甲を展開し内部の重力ジェネレーターを使用し重力レンズを最大出力で形成することによって太陽光エネルギーを一点に集中させる必殺技「グランドクルスアタック」が存在する（恒星の近くで太陽光がある程度の量が届く範囲でないと使えない）。
地球製ソリッドアーマー
オーガンとリーブの記憶から得られたデータを元にエクテアーマーの発展型として開発された。その為装着・操縦方法などはエクテアーマーのそれをほぼ引き継いだものとなっている。イバリューダーの編成と同じく、ウォーリアー、デストロイヤー、デトネイター、スカウトの各タイプが製造されているが、イバリューダーのオリジナルとは異なる部分が散見される。データ上では、オーガンを基に開発したデトネイター型でオーガン(地球製)の約69%の力を発揮できるとされる。イバリューダーとの最終決戦直前に完成し、実戦投入された。量産は「全地球の工業生産能力全てを、敵到達までの三ヶ月間フル稼働させる」という前代未聞の戦時量産体制によってなされ、ようやく最終決戦に間に合わされた。単機では同クラスのイバリューダーに対し戦闘力で劣るので、地球側は徹底的に2機で1機の敵を倒す戦法で対抗した。それまでの兵器では歯が立たなかった（上に物量と性能面で未だ不利であったにも拘らず）イバリューダーの兵器相手に互角以上に渡り合い、中でも美剣陽子率いるバード中隊は、敵戦闘惑星の中心部に潜入し、これを破壊するという実績を上げた（突入したバード中隊は4機だったが、相当の激戦だったらしくデストロイヤー（エイド）タイプ1機は敵司令室での戦闘にて撃破され、それ以外の機体にも損傷が見られた）。
P・A・S・F・U（パスフー）
地球で流行している精神検索記録用医療機器を娯楽用に機能限定・応用したものでソフトウェアを用いてソフトの内容に合わせた夢の中で楽しむ娯楽機器。トモルはセイフティリミッターを外して使っている程その知識に精通したマニアである。トモルはこれがきっかけでオーガンとコンタクトし、ある重大な事実を引き出す事にも成功した。
万能工作機ヴィルベルヴィント
設計図さえ入力すれば地球上全ての工場とリンクし、あらゆる物を製作させられるといわれる自動工場システム。ある程度あいまいな情報でも製作可能と思われる。オーガンのデータを解析した上で再成し、地球の最終決戦時のソリッドアーマー戦力のほとんどはこのシステムで3ヶ月の期間を要し準備された。名称はドイツ語で「つむじ風」の意。
戦闘惑星ゾーマ
イバリューダーの移動要塞で、月の四分の一の大きさを持つ小惑星。主砲である反物質砲は地球を消滅させるほどの威力を持つ。

## スタッフ
- 原作・脚本 - 柿沼秀樹
- 監督 - 大張正己
- キャラクターデザイン - 菊池通隆
- オーガンベーシックデザイン - 幡池裕行
- プロダクションデザイン - 柿沼秀樹、山根公利、阿久津潤一（1）、夢野れい（2・3）
- ストーリーボード - 大張正己（1・3）、古橋一浩（2）
- 作画監督 - 西井正典、松尾慎（1）、大張正己、松原秀典（2・3）
- 美術監督 - 南郷洋一
- 撮影監督 - 小西一廣
- 音響監督 - 岩浪美和
- 音楽 - 平沢進
- プロデューサー - 石田登、小泉聰
- 制作 - AIC
- 制作協力 - アートミック
- 製作・著作 - ポリドール、ダーツ

## 主題歌
エンディングテーマ
「バンディリア旅行団」（第1話）
作詞・作曲 - 平沢進 / 編曲 - 平沢進、松本かよ / 歌 - 平沢進&東京混声合唱団 / String - 内田輝ストリングス
「山頂晴れて」（第2話）
作詞・作曲・編曲 - 平沢進 / 歌 - 平沢進&戸川純 / Chorus - 見上裕一、藤井ヤスチカ、藤井一彦、高橋ボブ、竹内修、鎮西正憲
「魂のふる里」（第3話）
作詞・作曲・編曲・歌 - 平沢進 / String - 三宅純

挿入歌
「金星」（第2話）
作詞・作曲・編曲・歌 - 平沢進

## ソフト

### ビデオ、レーザーディスク
各話55分。
- DETONATORオーガン1 誕生編（1991年8月25日発売）
- DETONATORオーガン2 追走編（1991年12月1日発売）
- DETONATORオーガン3 決戦編（1992年4月25日発売）

### DVD
- デトネイター・オーガン コンプリートDVD-BOX（2002年6月25日発売）
  - OVA版全3話に映像特典としてプロモーション映像「オーガン0」（30分）を収録。限定生産品のため既に廃盤。

## メディアミックス

### 書籍
小説版
角川スニーカー文庫より発刊。著者はOVA本編の原作・設定も務めた柿沼秀樹。挿絵は大張正己。物語の概要は同じだが、細部の差異（ゾア総司令との戦闘シーンなど）が見受けられる。
- DETONATORオーガン1 誕生編 ISBN 4044110069
- DETONATORオーガン2 追走編 ISBN 4044110077
- DETONATORオーガン3 決戦編 ISBN 4044110085

ムック
B-CLUB SPECIAL DETONATOR ORGUN
バンダイより発刊。ISBN 4891892242

### CD
- デトネイター・オーガン【触発編】
  - 1991年6月25日発売。誕生編以前のストーリーのドラマCD。本編より先駆けて発売された。

### ゲーム
デトネイター・オーガン
ホット・ビィより1992年7月31日発売。MEGA-CD用アドベンチャーゲーム。
マル勝メガドライブ新作ソフト誌上ロケーションテストでは75、60、55、65の255点。レビュアーはゲームというよりボタン操作で読み進める漫画やプレイヤーが参加するアニメ番組といえるCDの特徴を上手に使った作品で、原作に劣らないビジュアル、意地悪な謎もなく操作性も良くサクサク進む、一方で淡々と進むためより盛り上がるはずなゲームであり、戦闘はテンポが悪く今一つノリも悪くもっとスピーディーであって欲しかった、キャラは喋り方が話し言葉になっておらず性格にも共感しない、世界に入り込むまでいかずマニア向けであるとした他、ストーリーはわかりやすいとした者と疑問符がつくとした者で分かれ、演出は肯定的だった者とメカニックものにしては格好悪いとした者で分かれた。

#### クロスオーバー
スーパーロボット大戦W
バンプレストより2007年3月1日発売。ニンテンドーDS用シミュレーションRPG。
共演した『宇宙の騎士テッカマンブレード』および『宇宙の騎士テッカマンブレードII』、そして『勇者王ガオガイガー』とは設定レベルでのクロスオーバーを果たしている。また、ゲーム独自のアレンジとしてゾアとラングの武装に反物質砲を採用している。
スパロボ学園
バンダイナムコゲームス（バンプレストレーベル）より2009年8月27日発売。ニンテンドーDS用アドベンチャー仮想バトルシミュレーションゲーム。ゲーム内に登場する戦闘シミュレーター「スパロボバトル」に、キャラクターと機体のみが登場する。